# 楢崎教子
楢崎教子（1972年9月27日—）是一名日本女子柔道运动员。她在1996年亚特兰大夏季奥林匹克运动会中，参加了女子柔道比赛并获得52公斤级铜牌。